# WTA Bratislava 2002
Il WTA Bratislava 2002 è stato un torneo femminile di tennis giocato sul cemento indoor. È stata la 4ª edizione del torneo, che fa parte della categoria Tier V nell'ambito del WTA Tour 2002. si è giocato a Bratislava in Slovacchia, dal 14 al 20 ottobre 2002.

## Campionesse

### Singolare
Maja Matevžič ha battuto in finale  Iveta Benešová con il punteggio di 6–0, 6–1

### Doppio
Maja Matevžič /  Henrieta Nagyová hanno battuto in finale  Nathalie Dechy /  Meilen Tu con il punteggio di 6–4, 6–0